# (8096) Émilezola
(8096) Émilezola, désignation internationale (8096) Emilezola,  est un astéroïde de la ceinture principale.

## Description
(8096) Émilezola est un astéroïde de la ceinture principale d'astéroïdes. Il fut découvert par Eric Walter Elst le 20 juillet 1993 à l'ESO. Il présente une orbite caractérisée par un demi-grand axe de 2,39 UA, une excentricité de 0,219 et une inclinaison de 3,22° par rapport à l'écliptique.
Il fut nommé en hommage à l'écrivain français Émile Zola (1840-1902), fondateur du mouvement naturaliste dans la littérature.

## Compléments